# Museum of Everything
Das Museum of Everything ist eine gemeinnützige Organisation und Plattform, die Werke von privaten, autodidaktischen und nicht-akademischen Kunstschaffenden der Art Brut oder Outsider Art zeigt.

## Gründung und Konzept
Das Museum of Everything ist eine 2009 durch den Londoner Kurator James Brett gegründete eingetragene britische Wohltätigkeits- und Non-Profit-Organisation. Das „wandernde Museum“ besteht aus einer weitläufigen, umherziehenden Sammlung von Werken alternativer Kunstschaffender mit dem Ziel, die Bedeutung der „ungeschulten, absichtslosen, unentdeckten und unklassifizierbaren“ Künstler der Moderne einem möglichst breiten Publikum zu vermitteln.
Dabei wird ein Großteil der Terminologie der Andersartigkeit ablehnt, insbesondere die der „Außenseiterkunst“. Gezeigt werden Werke und Kunstinstallationen nicht-traditioneller und autodidaktischer Künstler des 19., 20. und 21. Jahrhunderts sowie kreativer Menschen mit körperlichen und geistigen Behinderungen. Das Museum ist auch ein Archiv und gibt Ausstellungskataloge und Bücher zu einzelnen Künstlern heraus.

## Ausstellungen
Der erste Standort für das Museum of Everything war eine ehemalige Molkerei und ein Aufnahmestudio in Primrose Hill, London. Hier fanden ab Oktober 2009 und im Jahr 2010 die ersten Ausstellungen statt. In der Folgezeit präsentierte das Museum groß angelegte Ausstellungen an verschiedenen Orten auf der ganzen Welt, wobei es mit Partnerinstitutionen und -organisationen zusammenarbeitete. Ausstellungsorte waren unter anderem das Kaufhaus und ehemalige Hotel Selfridges in London 2011, der temporäre Kunst-Raum Chalet Society im Boulevard Raspail in Paris 2012/13 und Serra dei Giardini als Teil der 55. Biennale di Venezia 2013.

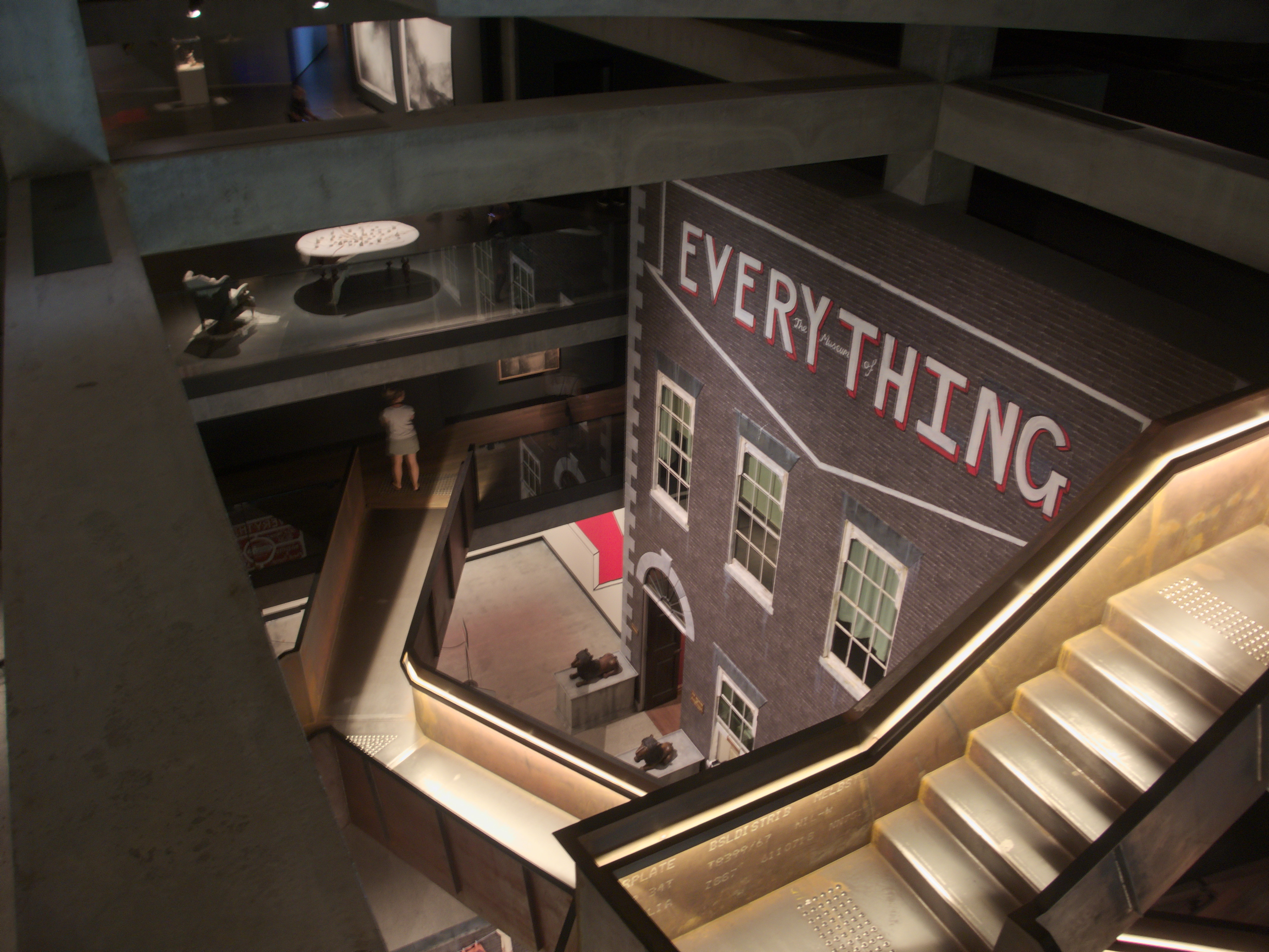
Museum of Everything im MONA, 2017

Das Museum of Everything hat auch Installationen in öffentlichen und privaten Museen geschaffen, darunter: Tate Gallery of Modern Art in London 2010, Pinacoteca Giovanni e Marella Agnelli in Turin 2010, Garage Centre for Contemporary Culture in Moskau 2012, Hayward Gallery in London 2013, Kunsthalle Rotterdam 2016 und das Museum of Old and New Art (MONA) in Tasmanien 2017/18. Für die Ausstellung im MONA wurde die Kulisse eines alten verlassenen Herrenhauses errichtet, einschließlich der Inneneinrichtung der einzelnen Zimmer. In diesen Räumen wurden die fast 1.000 Kunstwerke von 200 Künstlern präsentiert.
Das Museum zeigt Werke von Hunderten von Künstlern, darunter Aloïse Corbaz, Laura Craig McNellis,
Henry Darger, Minnie Evans, Guo Fengyi, Hans-Jörg Georgi, Madge Gill, Morris Hirshfield, Georgiana Houghton, Judith Scott, Willem van Genk, George Widener, Henriette Zéphir, Carlo Zinelli sowie Werke von Künstlergruppen, wie dem Arts Project Australia.